# لاسي برون بيدرسن
لاسي برون بيدرسن هو دراج دنماركي، ولد في 1974.